# Patrick Pons
Patrick Pons (Riom, 24 december 1952 - Northampton, 12 augustus 1980) was een Frans motorcoureur. In het seizoen 1979 was hij wereldkampioen in de Formule 750. 

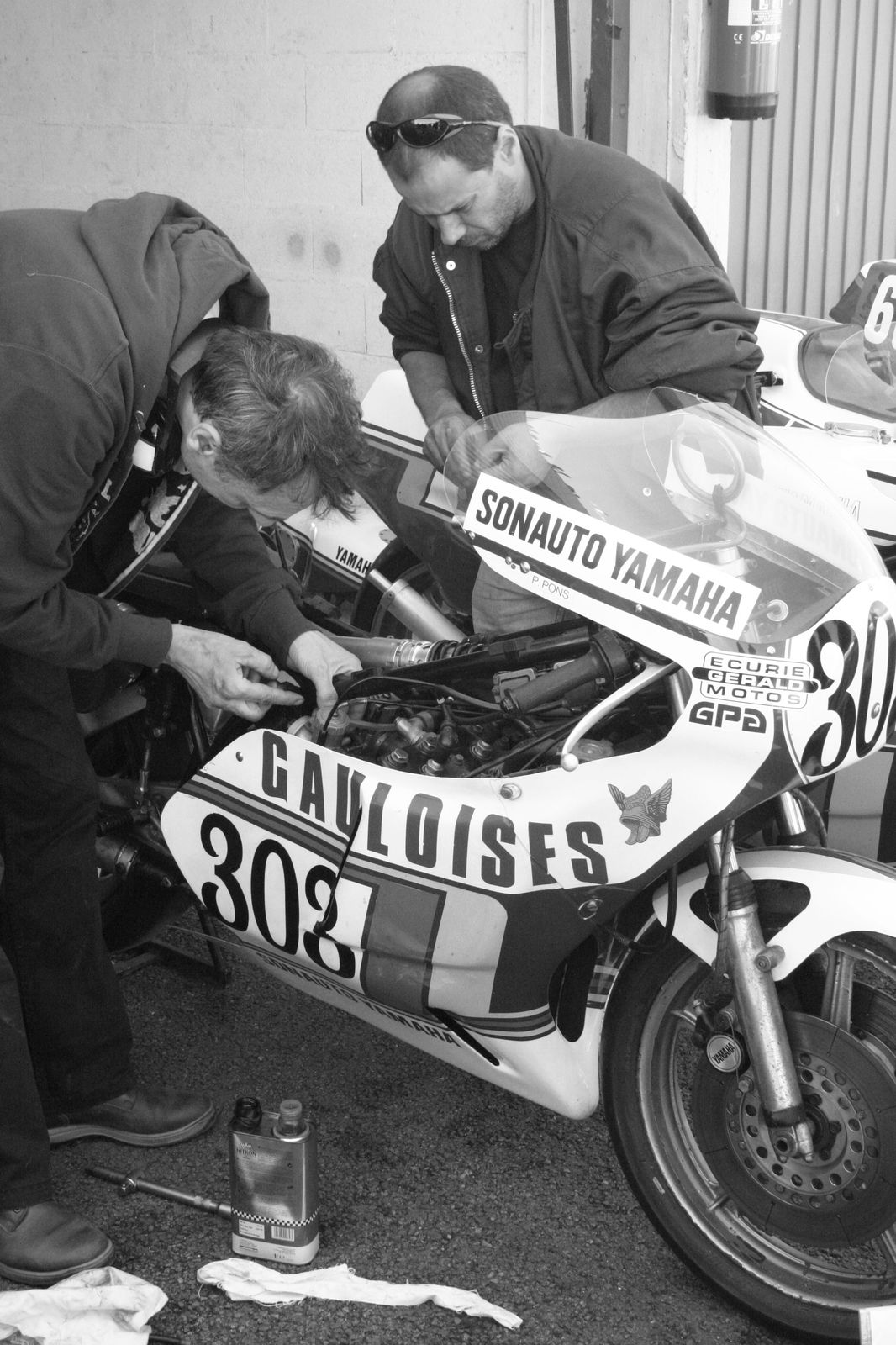
De Daytona 200-Yamaha TZ 750 van Patrick Pons tijdens MotoLegende in 2009

De eerste jaren van zijn jeugd bracht Patrick Pons in Parijs door, maar voor zijn studie verhuisde het gezin naar Saint-Gervais-les-Bains in de Franse Alpen. Patrick was al snel een veelbelovend skiër, maar interesseerde zich ook voor de motorsport.
Hij ging in verschillende klassen racen, eerst met 125cc-motorfietsen, later ook in zwaardere klassen. In 1971, toen hij 19 jaar was, startte hij in de populaire Coupe Kawasaki-Moto Revue, die werden georganiseerd door Kawasaki en het blad Moto Revue. Daardoor werd er ook veel publiciteit aan de wedstrijden gegeven. In 1972 won Patrick Pons deze cup.
In 1973 werd hij opgenomen in het team van olieproducent Motul en kreeg hij een 250cc-Yamaha TD 3 en later in het seizoen ook een 350cc-Yamaha TR 3. Daarmee scoorde hij al in zijn eerste seizoen een podiumplaats: hij werd derde in de Spaanse Grand Prix.
In 1974 kocht Patrick Pons via de claiming rule de Yamaha TZ 750 waarmee Giacomo Agostini de Daytona 200 had gewonnen. Hij maakte kennis met Jean-Claude Olivier, een voormalig motor- en autocoureur, die intussen directeur van Sonauto was. Sonauto was de Franse importeur van Porsche en Yamaha en vertegenwoordigde Yamaha in de GP's. Pons werd opgenomen in het Sonauto-team, samen met Christian Bourgeois. Hij haalde in de 350cc-klasse podiumplaatsen in de TT van Assen en de GP van Zweden en in de 250cc-klasse in de GP des Nations, de GP van Joegoslavië en de GP van Zweden. In beide klassen eindigde hij in het wereldkampioenschap op de derde plaats, een prestatie die hij nooit meer zou evenaren.
In 1975 kreeg Patrick Pons een aanbieding van MV Agusta, maar hij ging er niet op in omdat hij eerst meer ervaring met 500cc-machines wilde opdoen. Hij bleef voor Sonauto-Yamaha rijden. In de lichte klassen (250- en 350 cc) ging dat goed: hij werd in beide klassen vijfde. In dit jaar stortte hij zich voor het eerst ook op de 750 cc Prijs van de FIM, die nog geen WK-status had, maar wel veel aanzien genoot. Hij gooide hoge ogen door in Imola in beide manches derde te worden, maar in Mettet werd hij zelfs dagwinnaar door de eerste manche te winnen en in de tweede manche derde te worden. Hij stond op dat moment aan de leiding van het kampioenschap. Hij scoorde podiumplaatsen in het Finse Hämeenlinna en Silverstone en won beide manches op de Hockheimring en eindigde het kampioenschap als derde achter Jack Findlay en Barry Sheene.
In 1976 werd hij tweede in de 350cc-TT van Assen, mede doordat veel coureurs en motorfietsen er door de hitte de brui aan gaven. In de 250cc-race overkwam dat ook Patrick Pons zelf: hij moest door een hitteflauwte de strijd staken. In de trainingen van de Grand Prix van Finland brak hij een sleutelbeen, waardoor zijn seizoen afgelopen was. Hij droeg zijn startplaatsen voor de resterende GP's over aan een jonge landgenoot, Christian Sarron, maar startte op 15 augustus zelf weer in de Formule 750-race in Silverstone, waar hij in de eerste manche derde werd. Hij eindigde in de 750 cc Prijs van de FIM als 9e.
In 1977 sloeg hij een aantal GP's over, misschien wel omdat zijn "opvolger" Sarron indruk maakte door de 250cc-GP van Duitsland te winnen. Het was een slecht jaar voor Patrick Pons, die in de Formule 750 slechts 14e werd, in de 250cc-klasse 33e en in de 350cc-klasse 16e.
In 1978 concentreerde hij zich in de GP's op de 350cc-klasse, maar hij scoorde alleen punten in GP van Venezuela, de Britse Grand Prix en de Duitse Grand Prix. In de Formule 750 eindigde hij als vijfde.
In 1979 reed hij weer alleen in de 350cc-klasse, maar ook in de Formule 750, sinds 1977 een officieel wereldkampioenschap. Patrick Pons haalde daar zijn enige wereldtitel.
In 1980 was de Formule 750 weer afgeschaft. Patrick Pons won in het voorjaar de Daytona 200. Daarna richtte hij zich op de 500cc-klasse, maar de Yamaha TZ 500 was in dat jaar vrijwel kansloos tegen de Suzuki RG 500 door het slechte weggedrag van de machine. Pons haalde sporadisch wat punten. In de vierde ronde van de 500cc-race in Silverstone crashte Patrick Pons en Michel Rougerie kon hem niet meer ontwijken. Pons werd geraakt door de machine van Rougerie en werd met ernstig hoofdletsel naar het ziekenhuis gebracht. Daar overleed hij enkele dagen later, op 12 augustus.
Patrick Pons was niet gehuwd. Hij had twee motorzaken in Parijs.

## Wereldkampioenschap wegrace resultaten
(Races in vet zijn pole-positions; races in cursief geven de snelste ronde aan)
| Jaar | Klasse | Team    | Motorfiets    | 1       | 2            | 3       | 4       | 5       | 6       | 7       | 8       | 9       | 10      | 11      | 12      | 13     | Punten | Plaats | Overwinningen |
| ---- | ------ | ------- | ------------- | ------- | ------------ | ------- | ------- | ------- | ------- | ------- | ------- | ------- | ------- | ------- | ------- | ------ | ------ | ------ | ------------- |
| 1973 | 250 cc | Motul   | Yamaha TD 3   | FRA 9   | OOS -        | DUI -   | NAT -   | IOM -   | JOE -   | NED -   | BEL 6   | TSJ 5   | ZWE 7   | FIN 7   | SPA -   |        | 21     | 11e    | 0             |
| 1973 | 350 cc | Motul   | Yamaha TR 3   | FRA -   | OOS -        | DUI -   | NAT -   | IOM -   | JOE -   | NED -   |         | TSJ 8   | ZWE 8   | FIN DNF | SPA 3   |        | 16     | 13e    | 0             |
| 1974 | 250 cc | Sonauto | Yamaha TZ 250 |         | DUI -        |         | NAT 3   | IOM -   | NED 4   | BEL 7   | ZWE 3   | FIN -   | TSJ 5   | JOE 2   | SPA -   |        | 50     | 3e     | 0             |
| 1974 | 350 cc | Sonauto | Yamaha TZ 350 | FRA 4   | DUI -        | OOS 4   | NAT DNF | IOM -   | NED 3   |         | ZWE 2   | FIN 10  |         | JOE 4   | SPA DNF |        | 47     | 3e     | 0             |
| 1974 | 500 cc | Sonauto | Yamaha TZ 500 | FRA DNF | DUI -        | OOS -   | NAT -   | IOM -   | NED -   | BEL 4   | ZWE -   | FIN -   | TSJ DNF |         |         |        | 8      | 23e    | 0             |
| 1975 | 250 cc | Sonauto | Yamaha TZ 250 | FRA 4   | SPA 2        |         | DUI 5   | NAT 5   | IOM -   | NED 7   | BEL 10  | ZWE 7   | FIN 5   | TSJ 5   | JOE 3   |        | 48     | 5e     | 0             |
| 1975 | 350 cc | Sonauto | Yamaha TZ 350 | FRA DNS | SPA DNF      | OOS 5   | DUI DNF | NAT 3   | IOM -   | NED DNF |         |         | FIN 3   | TSJ 5   | JOE DNF |        | 32     | 5e     | 0             |
| 1975 | 500 cc | Sonauto | Yamaha TZ 500 | FRA 5   |              | OOS DNF | DUI 16  | NAT -   | IOM -   | NED DNF | BEL DNF | ZWE DNF | FIN -   | TSJ -   |         |        | 6      | 20e    | 0             |
| 1976 | 250 cc | Sonauto | Yamaha TZ 250 | FRA 7   |              | NAT DNF | JOE 10  | IOM -   | NED DNF | BEL -   | ZWE 10  | FIN -   | TSJ -   | DUI -   | SPA -   |        | 6      | 22e    | 0             |
| 1976 | 350 cc | Sonauto | Yamaha TZ 350 | FRA DNF | OOS 9        | NAT DNF | JOE 7   | IOM -   | NED 2   |         |         | FIN DNS | TSJ -   | DUI -   | SPA -   |        | 18     | 14e    | 0             |
| 1976 | 500 cc | Sonauto | Yamaha TZ 500 | FRA -   | OOS -        | NAT -   |         | IOM -   | NED -   | BEL -   | ZWE DNF | FIN -   | TSJ -   | DUI -   |         |        | 0      | -      | 0             |
| 1977 | 250 cc | Sonauto | Yamaha TZ 250 | VEN -   |              | DUI -   | NAT -   | SPA DNF | FRA DNF | JOE 10  | NED 12  | BEL DNF | ZWE 13  | FIN DNF | TSJ DNF | GB 10  | 2      | 33e    | 0             |
| 1977 | 350 cc | Sonauto | Yamaha TZ 350 | VEN -   | OOS afgelast | DUI -   | NAT -   | SPA 5   | FRA DNF | JOE DNF | NED 10  |         | ZWE 9   | FIN 5   | TSJ DNF | GB DNF | 15     | 16e    | 0             |
| 1977 | 500 cc | Sonauto | Yamaha TZ 500 | VEN -   | OOS -        | DUI -   | NAT -   |         | FRA -   |         | NED -   | BEL DNQ | ZWE -   | FIN -   | TSJ -   | GB -   | 0      | -      | 0             |
| 1978 | 350 cc | Sonauto | Yamaha TZ 350 | VEN 5   |              | OOS DNF | FRA 21  | NAT DNQ | NED -   |         | ZWE 11  | FIN DNF | GB 10   | DUI 9   | TSJ -   | JOE -  | 9      | 17e    | 0             |
| 1979 | 350 cc | Sonauto | Yamaha TZ 350 | VEN 10  | OOS 8        | DUI DNF | NAT DNF | SPA 5   | JOE 9   | NED DNF |         |         | FIN -   | GB DNF  | TSJ DNF | FRA 16 | 12     | 15e    | 0             |
| 1980 | 500 cc | Sonauto | Yamaha TZ 500 | NAT DNF | SPA DNF      | FRA 10  |         | NED 10  | BEL 8   | FIN 6   | GB (†)  |         |         |         |         |        | 10     | 16e    | 0             |